# کاروان‌سرای سعدالسلطنه
کاروان‌سرای سعدالسلطنه یک کاروانسرا در بخش تاریخی قزوین، ایران است. این مکان به دستور محمدباقرخان سعدالسلطنه اصفهانی، حاکم قزوین در اواخر حکومت ناصرالدین‌شاه ساخته شد. ارزشمندترین قسمت این بنا، چهار سوق آن است که از تقاطع قائم دو راستهٔ بازارچه ایجاد شده و بر فراز آن، گنبد بزرگ کاشی‌کاری قرار دارد. چهار طرف گنبد را، چهار نیم‌گنبد با رسمی‌بندی و نورگیر فراگرفته‌اند که فضا را بزرگتر نشان می‌دهند.

## نوسازی و بهسازی
عملیات مرمت این مجموعه نیز در قالب تفاهم‌نامه از طریق صندوق احیا و بهره‌برداری از اماکن تاریخی و فرهنگی سازمان میراث فرهنگی، صنایع دستی و گردشگری کشور به سازمان بهسازی و نوسازی شهرداری قزوین (بمدت بیست سال) واگذار شد و عملیات اجرایی مرمت به پایان رسیده است و این بنا روند مطلوبی را در حوزه مرمت و بازسازی طی کرده است. عملیات مرمت با استفاده از منابع مالی سازمان بهسازی و نوسازی و زیر نظر سازمان میراث فرهنگی، صنایع دستی و گردشگری انجام شده است. در حال حاضر بسیاری از قسمت‌ها بنا مرمت شده‌اند. قسمت‌های مرمت شده به هنرمندان و تولیدکنندگان و عرضه‌کنندگان محصولات صنایع دستی و هنرهای سنتی ایرانی، رستوران سنتی، کافه‌های سنتی مناطق مختلف ایران، تولید و فروشگاه لباس‌های سنتی و شیرینی جات سنتی و غیره اجاره داده شده است.

## ثبت در فهرست میراث جهانی
در ۲۶ شهریور ۱۴۰۲ در جریان چهل و پنجمین اجلاس کمیته میراث جهانی یونسکو در ریاض، کاروانسرای سعدالسلطنه به‌همراه ۵۳ کاروانسرای تاریخی دیگر (جمعاً ۵۴ کاروانسرا در ۲۴ استان ایران) تحت عنوان کاروانسراهای ایرانی در فهرست میراث جهانی قرار گرفتند. این مجموعه جهانی به عنوان بیستمین و هفتمین اثر جهانی کشور ایران شناخته می‌شود.

## نگارخانه

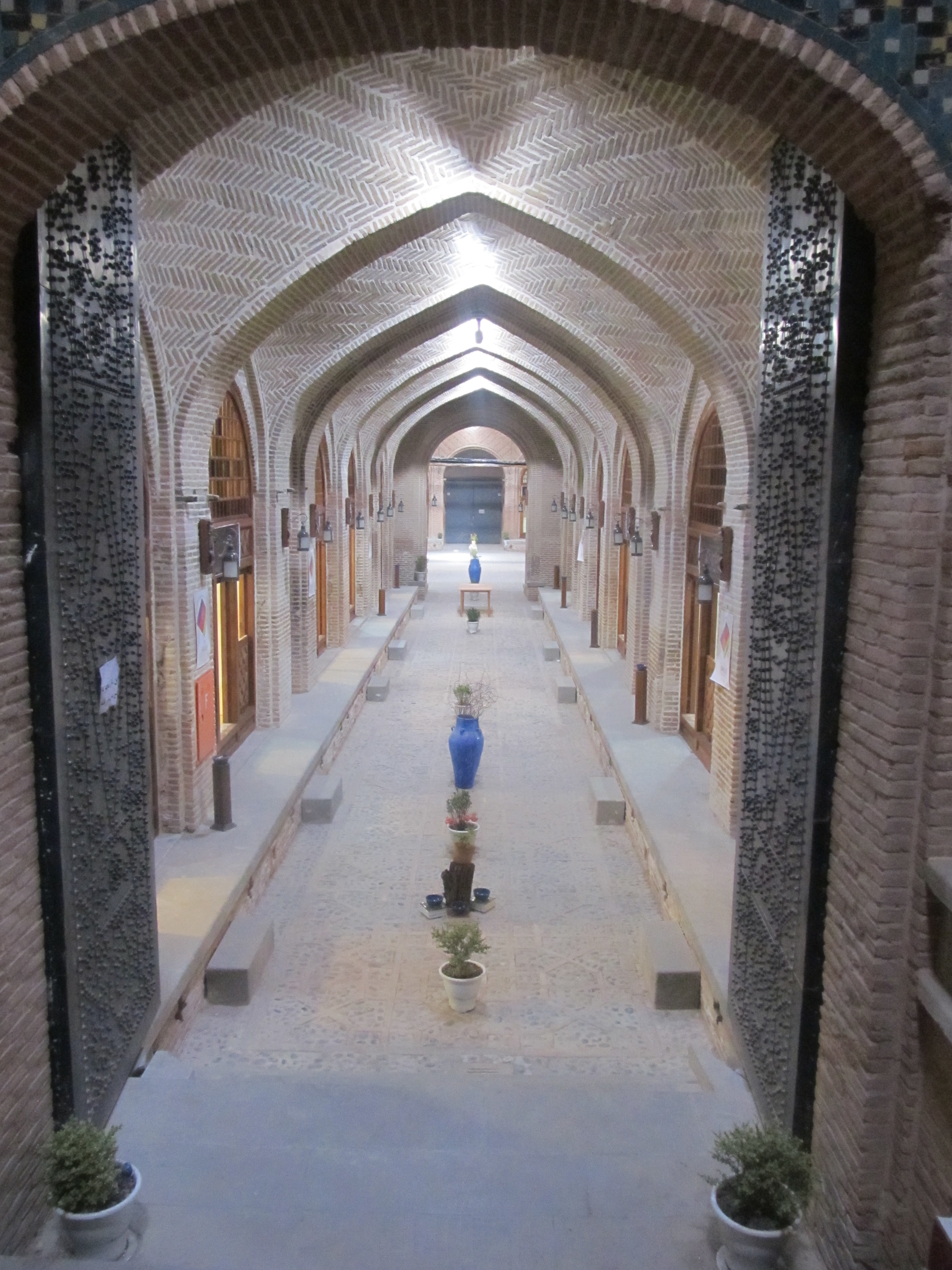
سرای قیصریه
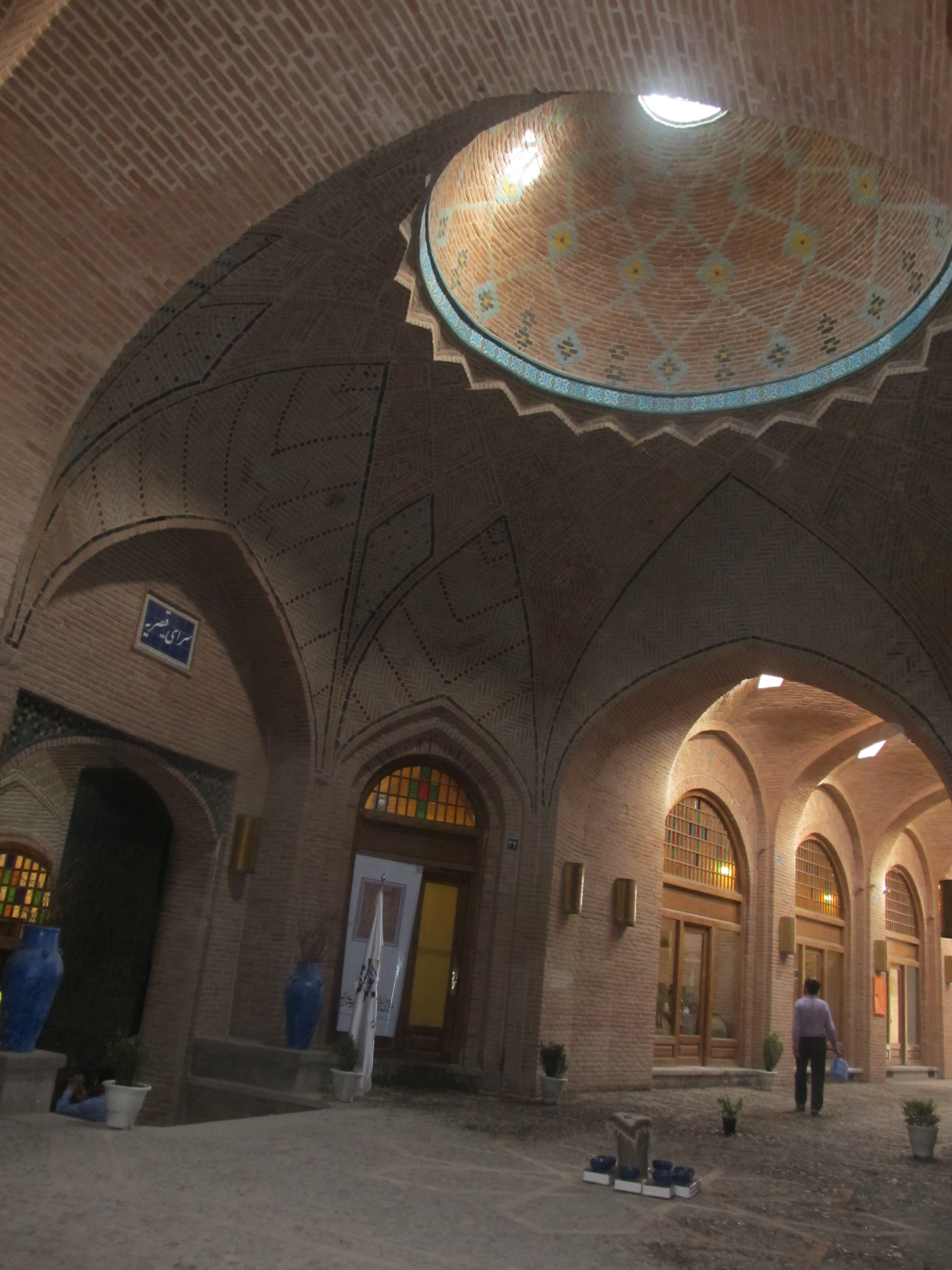
چهارسوق کوچک
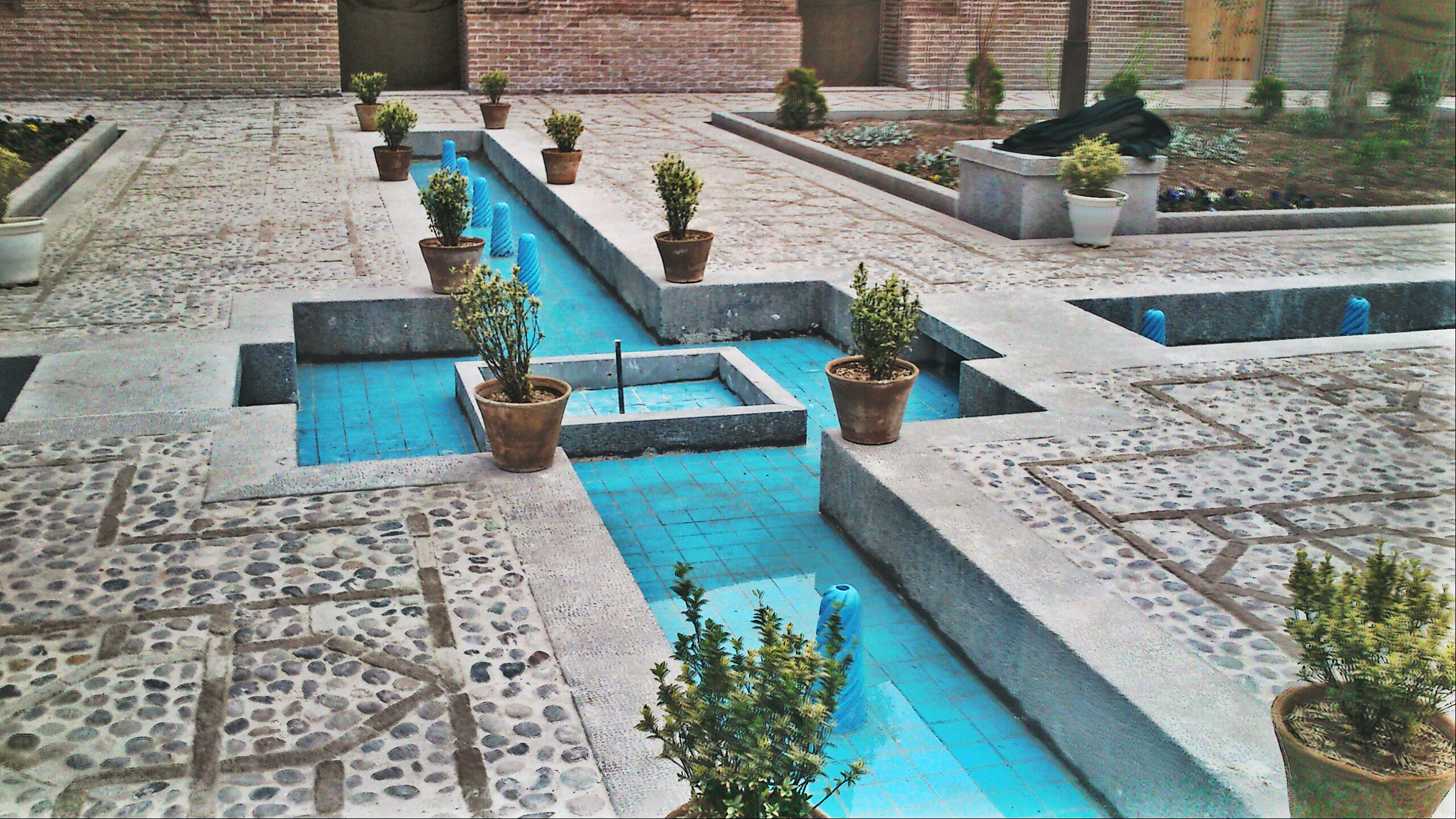
آبراه ها
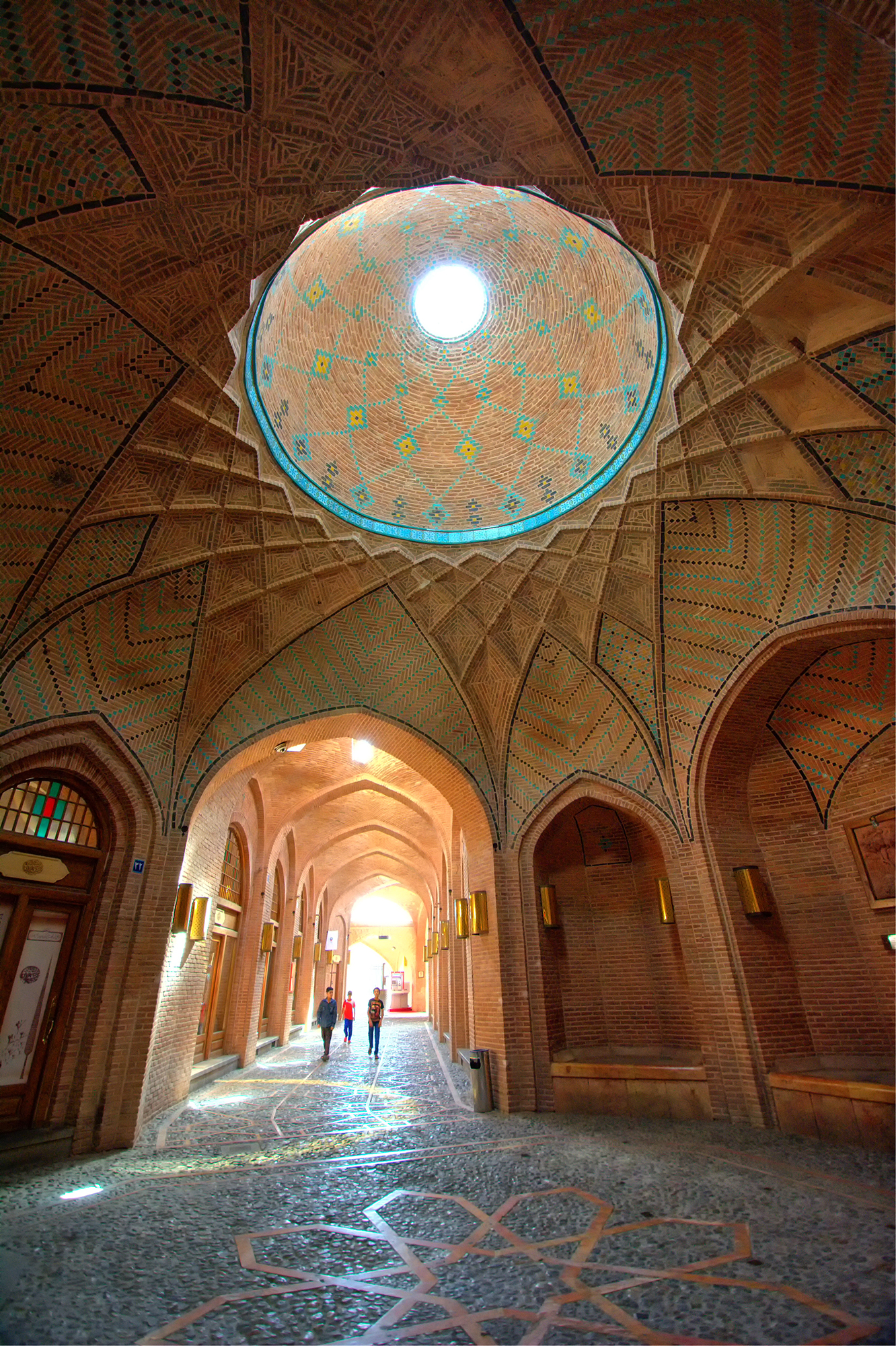
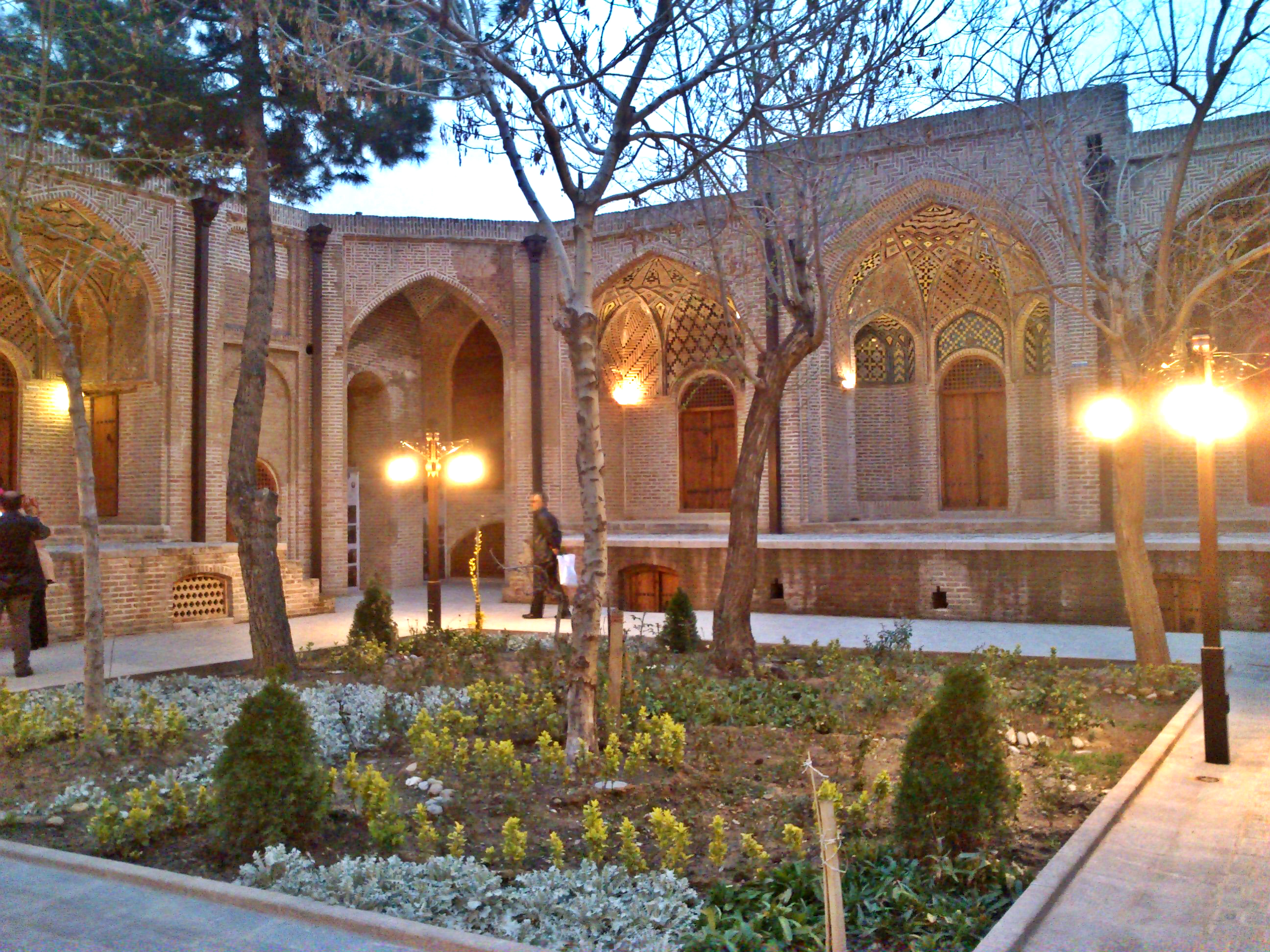
حیاط سعدیه
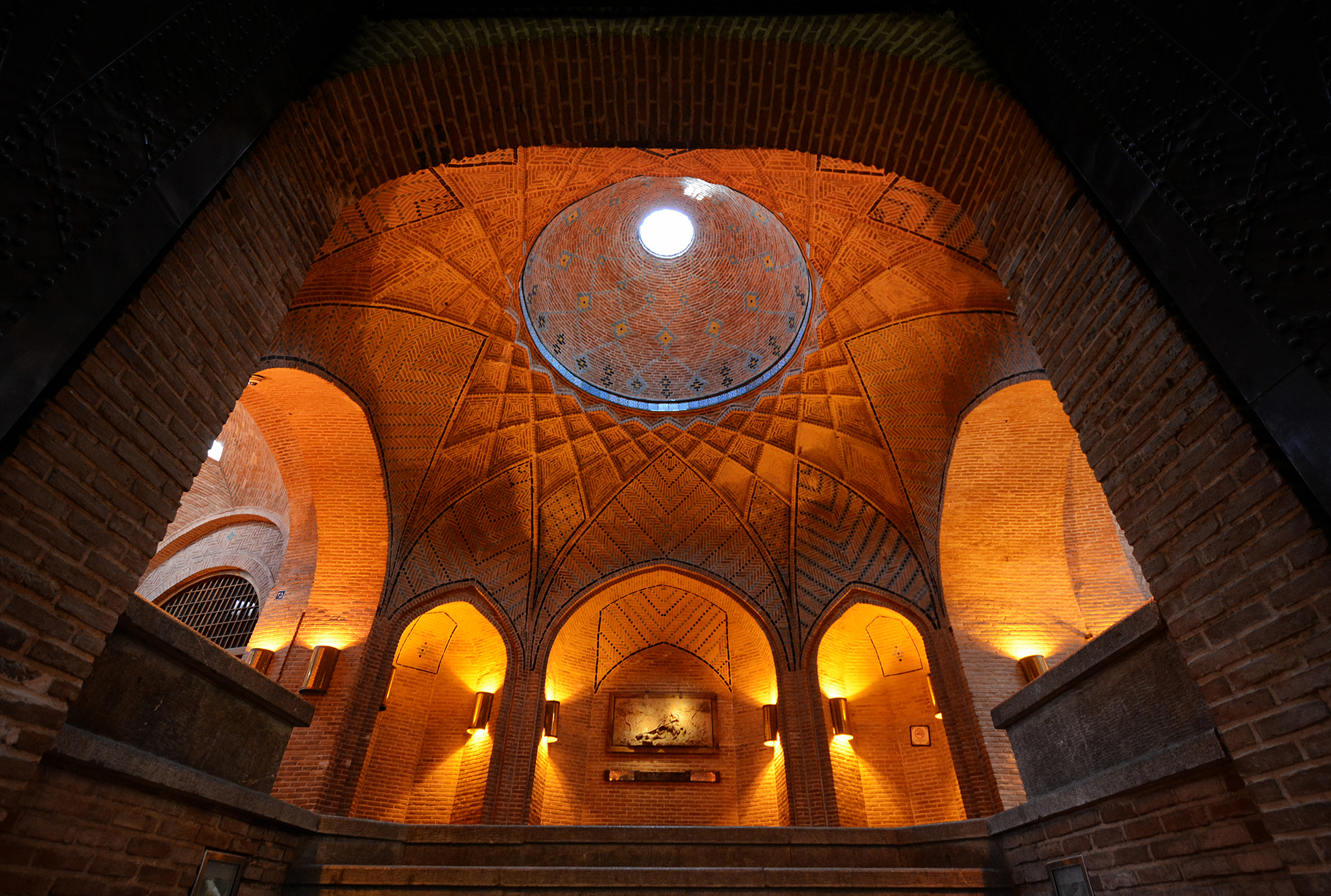
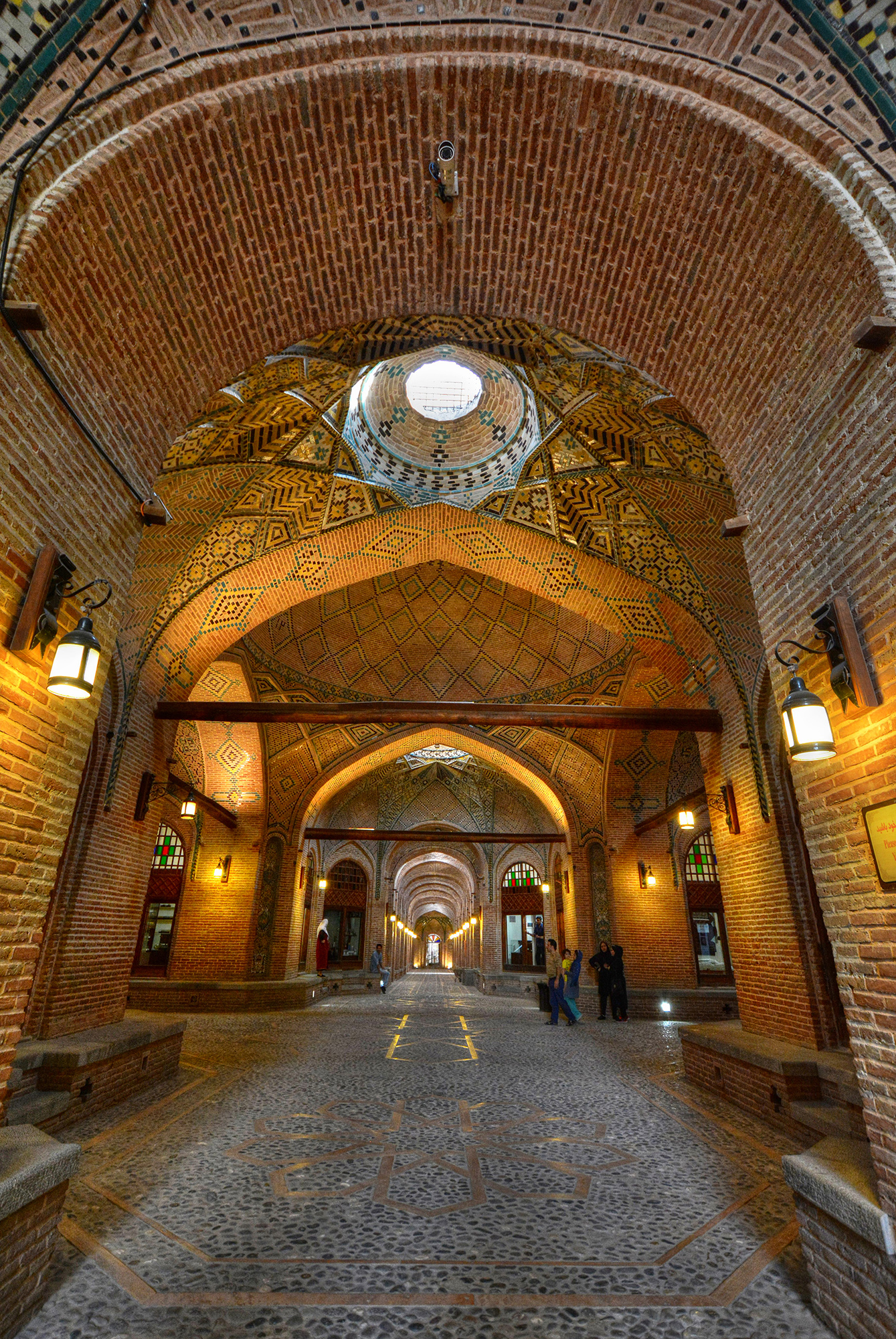
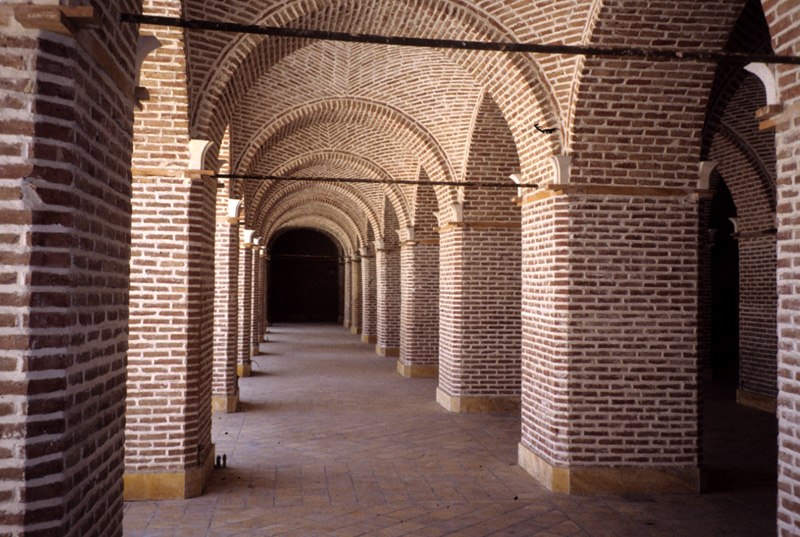
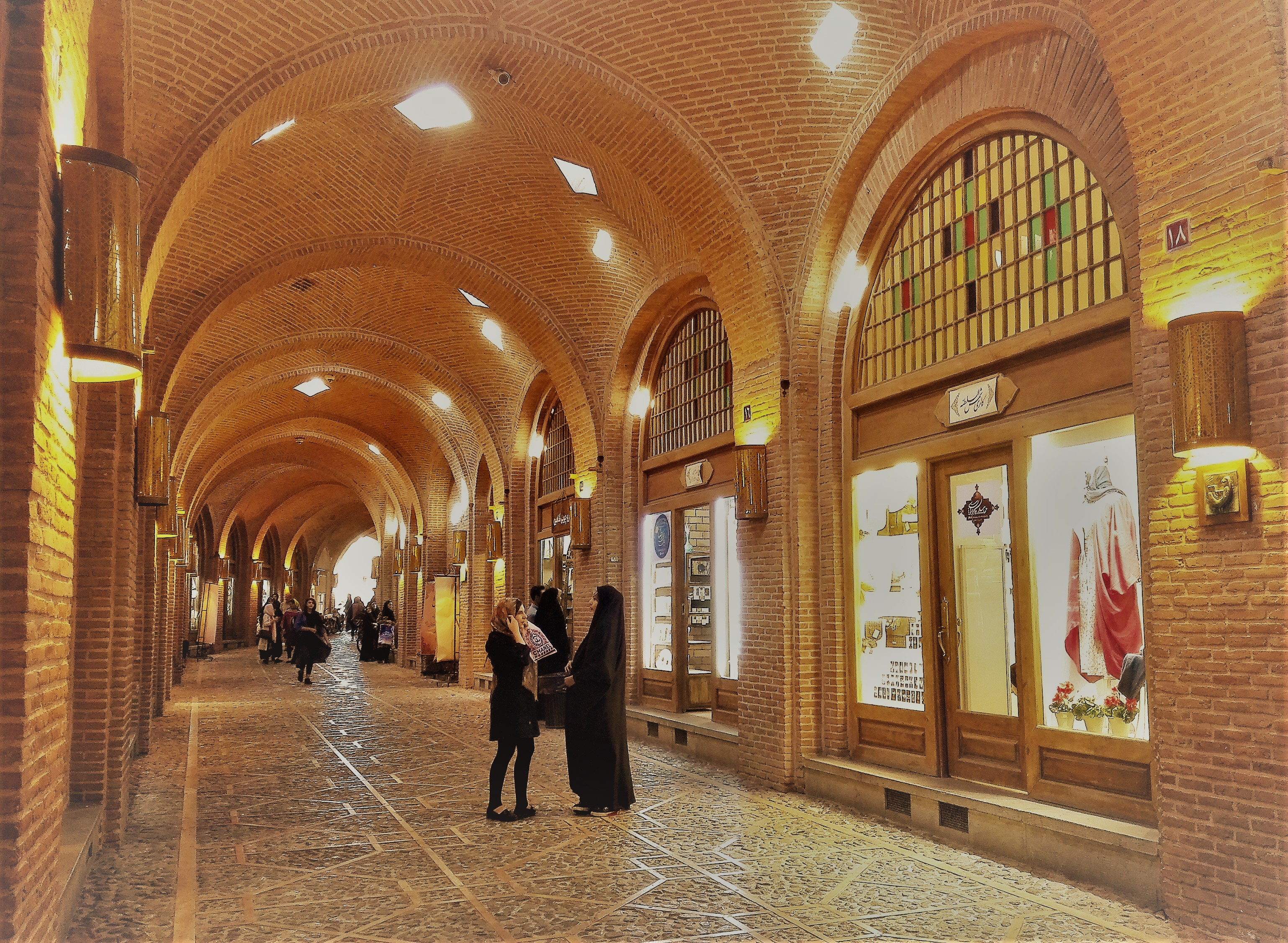
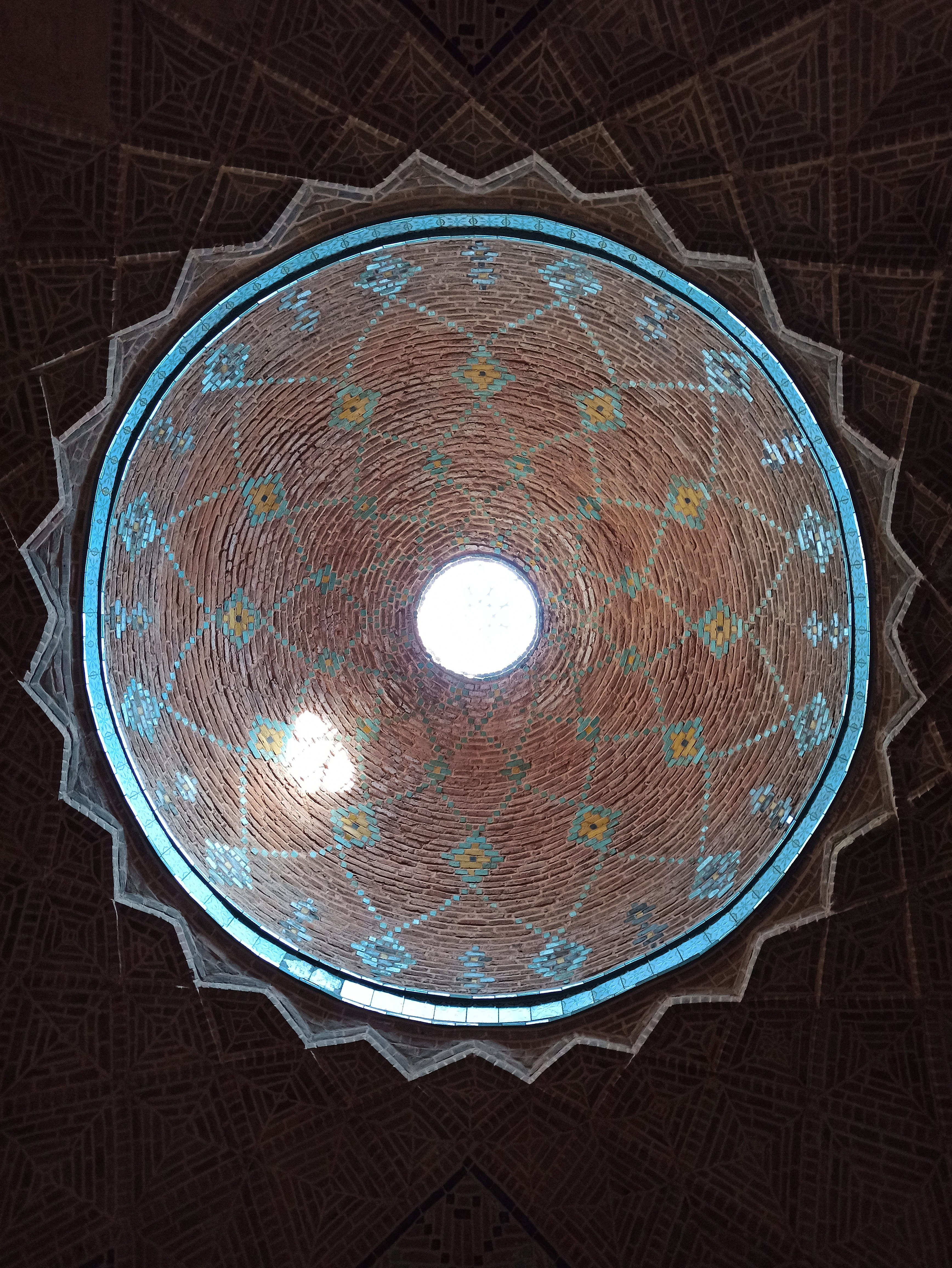